# Kupfer(II)-oxalat

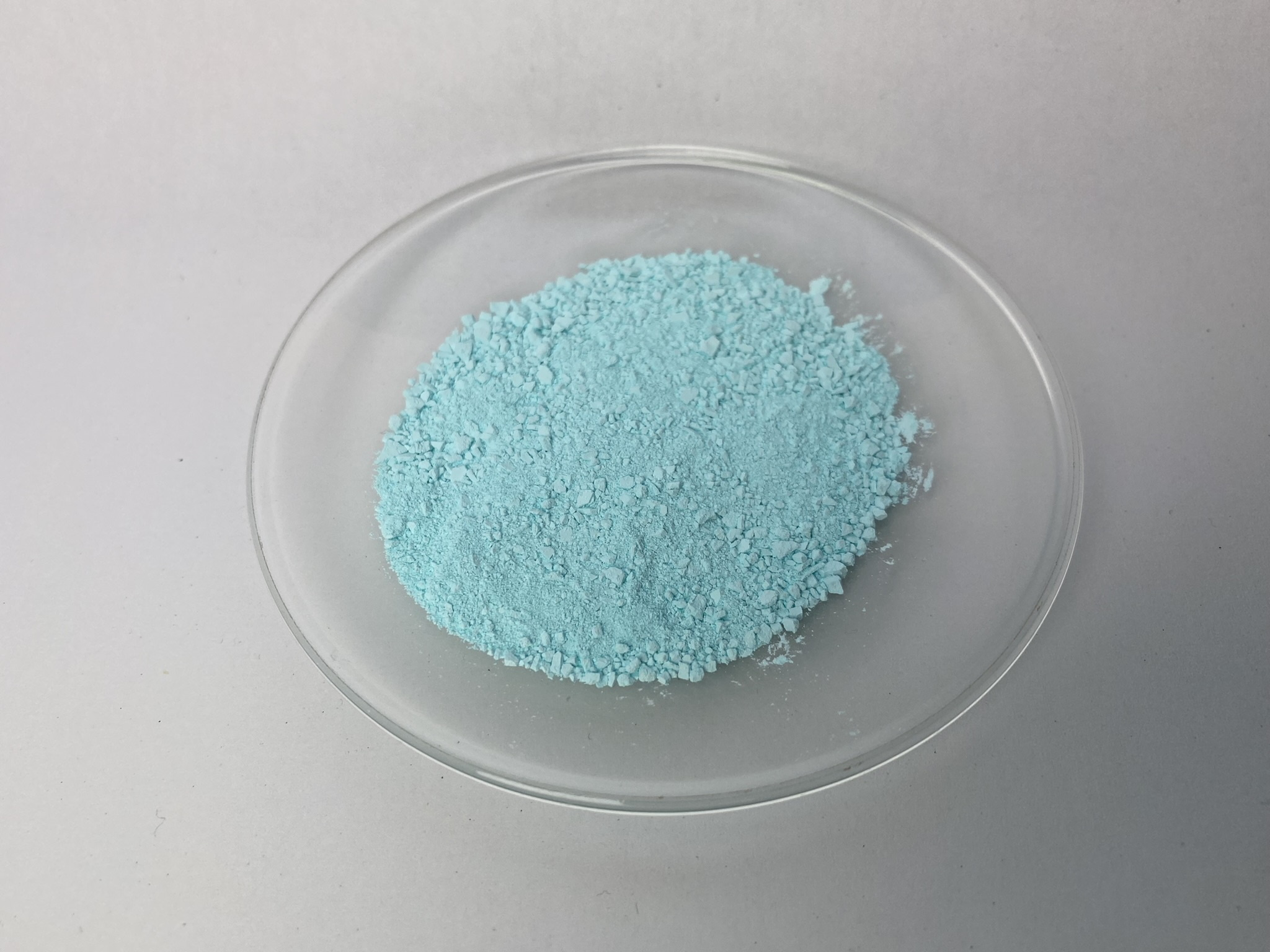
Trockenes Kupfer(II)-oxalat

Kupfer(II)-oxalat ist eine chemische Verbindung des Kupfers aus der Gruppe der Carbonsäuresalze.

## Gewinnung und Darstellung
Kupfer(II)-oxalat kann durch Fällung aus einem Gemisch aus einem Kupfer(II)-Salz und einer Natriumoxalat-Lösung oder durch Umsetzung von Kupfersulfat mit Oxalsäure hergestellt werden.
{\displaystyle \mathrm {CuSO_{4}+H_{2}C_{2}O_{4}+H_{2}O\longrightarrow {}\ CuC_{2}O_{4}\cdot H_{2}O\downarrow +H_{2}SO_{4}} }

## Eigenschaften
Kupfer(II)-oxalat ist als Hemihydrat ein blau-weißer Feststoff, der praktisch unlöslich in Wasser ist. Bei 200 °C verliert dieses sein Kristallwasser.

## Verwendung
Kupfer(II)-oxalat wird als Katalysator für organische Reaktionen, als Stabilisator für acetyliertes Polyformaldehyd und in der Saatgutbehandlung (um Vögel und Nagetiere abzuwehren) verwendet.